# Forest Lawn Memorial Park (Hollywood Hills)
Forest Lawn Memorial Park - Hollywood Hills é um dos seis Forest Lawn Memorial-Parks & Mortuaries cemitérios do Sul da Califórnia. Localizado na 6300 Forest Lawn Dr, Los Angeles, CA 90068, na vizinhança de Hollywood Hills em Los Angeles, Califórnia.
O Forest Lawn – Hollywood Hills é um parque dedicado à preservação da história dos Estados Unidos.

## Sepultamentos notáveis

### A
- Harry Ackerman, produtor executivo de TV
- Rodolfo Acosta, ator
- Edie Adams, atriz e cantora
- Iris Adrian, atriz
- Philip Ahn, ator
- Harry Akst, compositor
- Robert Aldrich, diretor
- Irving Allen, produtor e diretor
- Steve Allen, ator, comediante, escritor, e apresentador de televisão (sepultura sem identificação)[1]
- Don Alvarado, ator e diretor
- Leon Ames, ator
- Morey Amsterdam, ator e comediante
- Carl David Anderson, laureado com o Nobel de Física
- Ernie Anderson, locutor de televisão
- Mignon Anderson, atriz
- Lois Andrews, atriz
- Matthew Ansara, ator e bodybuilder, filho de Michael Ansara e Barbara Eden[2]
- Michael Ansara, ator
- Dimitra Arliss, atriz
- Robert Arthur, produtor
- John Ashley, ator
- Gene Autry, ator, cantor e former owner of the Los Angeles Angels of Anaheim
- Luis Ávalos, ator cubano
- Doe Avedon, atriz e modelo
- Patricia Avery, atriz
- Tex Avery, animador

### B
- Art Babbitt, animador
- Lloyd Bacon, diretor
- Parley Baer, ator
- David Bailey, ator
- Buddy Baker, compositor
- Bonnie Lee Bakley, esposa assassinada do ator Robert Blake
- John Ball, novelista
- Lucille Ball, atriz (original interment, now at Lake View Cemetery in Jamestown, New York) [3][4]
- Harry Barris, cantor, compositor e músico
- Don "Red" Barry, ator
- Judith Barsi, atriz infantil
- Gordon Bau, film e television make-up artist
- Clyde Beatty, proprietário de circo e lion tamer
- Noah Beery, Sr., ator
- Noah Beery, Jr., ator
- Ralph Bellamy, ator
- Richard Benedict, ator e diretor
- Spencer Gordon Bennet, diretor
- Lamont Bentley, ator
- Mary Kay Bergman, voice-over artist
- Fred Berry, ator
- Gus Bivona, músico
- Willie Bobo, músico
- Priscilla Bonner, atriz
- Tom Bosley, ator
- Truman Bradley, ator e locutor de televisão
- Delaney Bramlett, músico
- Chet Brandenburg, ator
- Mary Brian, atriz
- Pamela Britton, atriz
- Albert "Cubby" Broccoli, produtor
- Joe Brooks, ator
- Leslie Brooks, atriz e modelo
- Wally Brown, ator e comediante
- Kathie Browne, atriz
- Mona Bruns, atriz
- Edgar Buchanan, ator
- Mildred Burke, professional wrestler
- Solomon Burke, cantor
- Bartine Burkett, atriz
- Everett G. Burkhalter, politician
- Smiley Burnette, ator
- Jerry Buss, majority owner of the Los Angeles Lakers

### C
- Aaron Carter, Músico

- Godfrey Cambridge, ator e comediante
- Roy Campanella, Major League Baseball Hall of Famer (cremado)[5][6]
- Pete Candoli, músico
- Stephen J. Cannell, Produtor
- Philip Carey, ator
- Frankie Carle, músico
- Johnny Carpenter, ator, diretor e screenwriter
- David Carradine, ator
- John Carroll, ator e cantor
- Virginia Carroll, atriz
- Nick Ceroli, músico
- Michael Chekhov, ator, diretor, novelista e theater practitioner
- Warren Christopher, former Secretary of State e Deputy Attorney General
- Ethlyne Clair, atriz
- Bob Clampett, animador
- Robert Clarke, ator
- William H. Clothier, cinematografista
- Bill Cody, Jr., ator
- Nudie Cohn, designer de moda
- Buddy Cole, músico
- Dennis Cole, ator
- Ray Collins, ator
- Don Cornelius, apresentador de televisão e produtor (cremação)
- Joyce Compton, atriz
- Christopher Connelly, ator
- William Conrad, ator
- Bert Convy, ator e apresentador de televisão
- Rita Corday, atriz
- Jerome Cowan, ator
- Willie Crawford Major League Baseball player
- Gary Crosby, ator e cantor
- Scatman Crothers, ator e músico
- Pauline Curley, atriz
- Tara Correa-McMullen, atriz

### D
- Virginia Dale, atriz
- Ken Darby, compositor
- Beryl Davis, cantor
- Bette Davis, atriz
- Brad Davis, ator
- Gail Davis, atriz
- Rufe Davis, ator

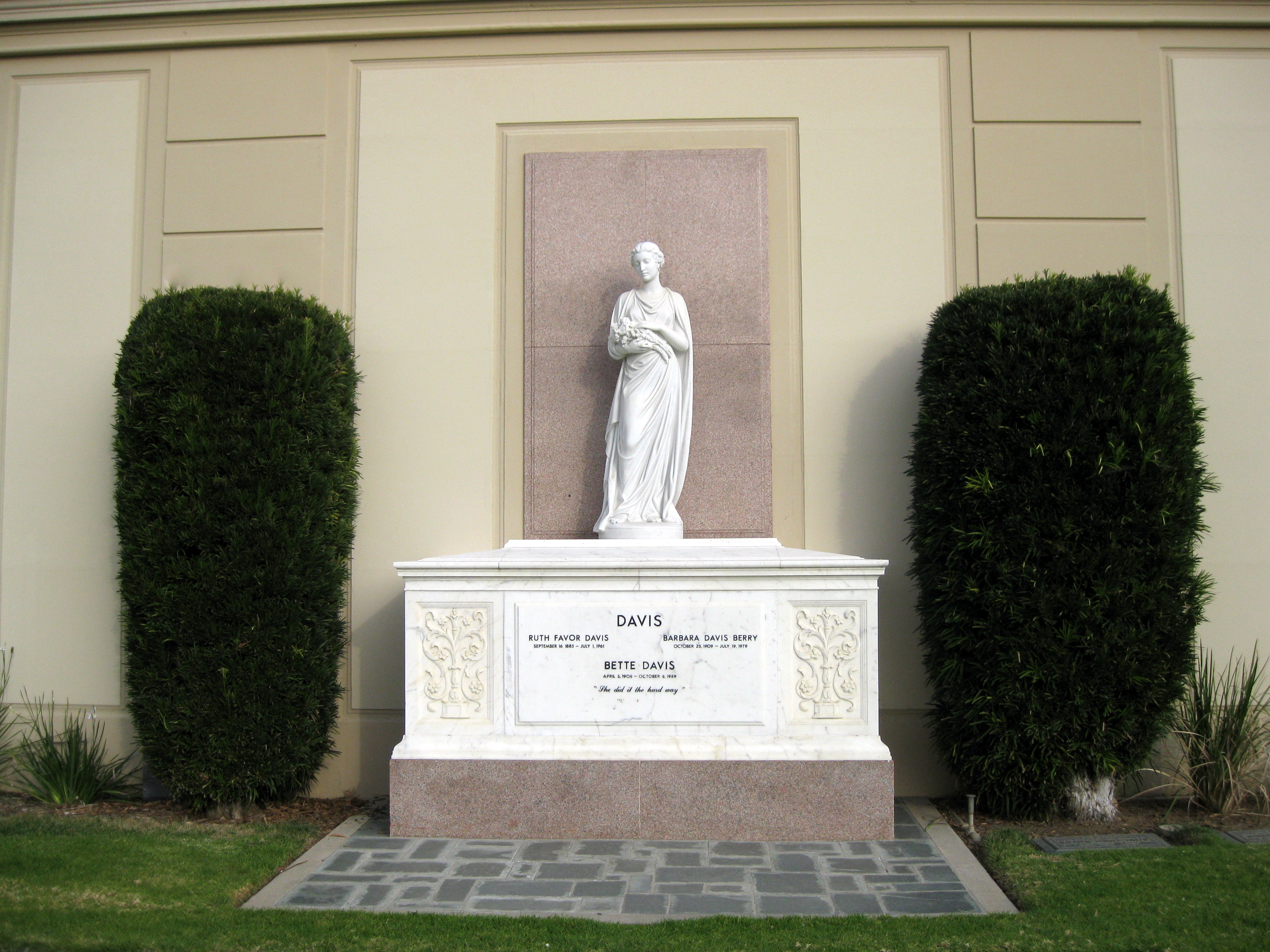
tumba de Bette Davis'

- Laraine Day, atriz, mulher de Leo Durocher[7]
- Gene de Paul, compositor
- André de Toth, diretor
- Tamara De Treaux, atriz
- Sandra Dee, atriz
- Frank de Kova, ator
- Reginald Denny, ator
- Vernon Dent, ator
- Frank De Vol, compositor
- Ronnie James Dio, heavy metal/hard rock cantor e compositor
- Roy Oliver Disney, businessman
- Edward Dmytryk, diretor
- Jimmie Dodd, ator, cantor e compositor
- Jim Duffy, animador[8]
- Michael Clarke Duncan, ator
- Jerry Dunphy, television news anchor
- Leo Durocher, Major League Baseball Hall of Famer
- Dan Duryea, ator
- George Duke, músico

### E
- Arthur Edeson, cinematografista
- Anthony Eisley, ator
- Dan Enright, produtor
- Josh Ryan Evans, ator
- Michael Evans, ator

### F
- Richard Farnsworth, ator
- Marty Feldman, ator e comediante
- William Ferrari, diretor de arte
- Carrie Fisher, atriz (cremada, cinzas enterradas)
- Jim Fisher, jogador profissional de golfe
- Shug Fisher, ator, cantor e compositor
- Robert Florey, diretor
- Tony Fontane, cantor
- Robert Charles Francis, ator
- Melvin Franklin, cantor e membro do The Temptations
- Milton Frome, ator
- Bobby Fuller, cantor
- Annette Funicello, atriz e cantora[9]

### G
- Reginald Gardiner, ator
- Michael Garrison, produtor
- Marvin Gaye, cantor (cremado; cinzas espalhadas no Oceano Pacífico)
- Frankie Gaye, cantor, irmão de Marvin
- Wally George, apresentador de televisão
- Andy Gibb, cantor
- Hugh Gibb, líder de banda, pai dos Bee Gees e Andy Gibb.[10]
- Paul Gilbert, ator
- Peggy Gilbert, músico
- Haven Gillespie, compositor
- Roger Gimbel, produtor
- Joel Goldsmith, compositor
- Alfred J. Goulding, diretor e screenwriter
- Earl Grant, músico
- Greg Hudgens, pai de Vanessa Hudgen

### H
- Hard Boiled Haggerty, professional wrestler
- Monte Hale, ator e cantor
- Jon Hall, ator
- Porter Hall, ator
- Thurston Hall, ator
- Stuart Hamblen, ator, cantor e compositor
- Thomas F. Hamilton, founder of the Hamilton Standard propeller company
- Jack Hannah, animador
- Ben Hardaway, animador e voice-over artist
- Ann Harding, atriz
- Bob Hastings, ator
- Marvin Hatley, compositor
- George "Gabby" Hayes, ator
- Jim Healy, sports commentator[11]
- Neal Hefti, compositor
- Horace Heidt, líder de banda
- Wanda Hendrix, atriz
- Higgins, dog ator (urn is buried with trainer, Frank Inn)[12]
- Maxine Elliott Hicks, atriz
- John C. Holland, Los Angeles City Council member, 1943–67
- Red Holloway, músico
- Sol Hoʻopiʻi, músico
- Jean Speegle Howard, atriz
- Michael Hutchence, cantor, frontman of rock band, INXS

### I
- Rex Ingram, ator
- Frank Inn, treinador de animais
- Jill Ireland, atriz
- Ub Iwerks, animador

### J
- Dennis James, ator e apresentador de televisão
- Charles Jarrott, diretor
- Howard Jarvis, ativista político
- Sybil Jason, atriz infantil
- Tony Jay, ator e voice-over artist
- Kelly Johnson (1910–1990), engenheiro aeronáutico
- I. Stanford Jolley, ator
- Allyn Joslyn, ator

### K
- Bob Kane, desenhista de revistas em quadrinhos (banda desenhada), co-criador  do Batman
- Stacy Keach, Sr., ator
- Joseph Kearns, ator
- Buster Keaton, ator e comediante
- Lemmy Kilmister, músico, compositor, co-fundador, líder e baixista do Motörhead[13][14]
- Lincoln Kilpatrick, ator
- Peter King, compositor
- Rodney King, vítima de brutalidade policial em 1991
- James Komack, produtor de TV, roteirista, diretor e ator, creator of The Courtship of Eddie's Father e Chico and the Man[15]
- Ernie Kovacs, ator e comediante
- Helen Barbara Kruger, designer de moda
- Otto Kruger, ator
- Kay E. Kuter, ator

### L
- Jack LaLanne, fitness e nutrition expert
- Dorothy Lamour, atriz e cantora
- Muriel Landers, atriz
- Fritz Lang, diretor
- June Lang, atriz
- Grace Lantz, voice-over artist, esposa de Walter Lantz, voice of Woody Woodpecker
- Walter Lantz, animador e fundador da Walter Lantz Productions. Foi o criador do personagem Pica-Pau
- Eric Larson, animador
- Nicolette Larson, cantor
- Philip H. Lathrop, cinematografista
- Wesley Lau, ator
- Charles Laughton, ator
- Stan Laurel, ator e comediante
- William Lava, compositor
- Arthur Lee, cantor, compositor e músico
- Robert Edwin Lee, playwright e lyricist
- Lance LeGault, ator
- Stan Levey, músico
- George Liberace, ator e músico, irmão mais velho de Liberace
- Liberace, músico
- Diane Linkletter, filha de Art Linkletter
- Glenard P. Lipscomb, congressita dos Estados Unidos
- Carey Loftin, ator e dublê
- Hicks Lokey, animador
- Julie London, atriz e cantora
- Louise Lorraine, atriz
- John Lounsbery, animador
- Otto Ludwig, editor de cinema
- Art Lund, ator e cantor
- Jeffrey Lynn, ator

### M
- Michael Jackson, músico
- Matthew Perry, ator
- Kenneth MacDonald, ator
- Harriet E. MacGibbon, atriz
- Chummy MacGregor, músico
- Wilbur Mack, ator
- Marjorie Main, atriz
- Albert Hay Malotte, compositor
- Shelly Manne, músico
- Richard Marquand, diretor
- Teena Marie, cantor e compositor (cremação)
- Jack Marshall, guitarist, compositor e conductor, pai of film diretor/produtor Frank Marshall[16]
- Lock Martin, ator
- Strother Martin, ator
- Michelle Triola Marvin, atriz
- Junius Matthews, ator
- Matty Matlock, músico
- Frank Mayo, ator
- Larry McCormick, television news anchor
- Pat McCormick, comediante
- Ed McMahon, apresentador de televisão (cremação)
- Caroline McWilliams, atriz
- Ralph Meeker, ator
- Martin Melcher, produtor
- Sam Melville, ator
- Rafael Méndez, músico
- Chuck Menville, animador de TV e writer, pai of voice ator e músico, Scott Menville[17]
- Donald Mills, cantor e member of The Mills Brothers
- Harry Mills, cantor e member of The Mills Brothers
- Victor Milner, cinematografista
- Paul Monette, autor e poeta
- Alvy Moore, ator
- Vicki Morgan, modelo, socialite e vítima de assassinato
- Brittany Murphy, atriz, cantora, voice artist[18]
- Timothy Patrick Murphy, ator
- Simon Monjack, produtor, roteirista, marido da atriz Brittany Murphy
- Burt Mustin, ator
- John Myhers, ator

### N
- Naya Rivera, atriz, cantora, músico, dancer
- Harriet Nelson, atriz e cantora
- Ozzie Nelson, ator e músico
- Ricky Nelson, ator e cantor
- Nate Dogg, rapper
- Red Nichols, músico
- Jack Nimitz, músico
- Nipsey Hussle, rapper

### O
- Orry-Kelly, figurinista da Warner Bros
- Donald O'Connor, ator, cantor e dancer
- Ron O'Neal, ator
- William T. Orr, TV produtor, founder e head of Warner Bros. Television
- Frank Orth, ator
- Bud Osborne, ator

### P
- Nestor Paiva, ator
- Joy Page, atriz
- Maria Palmer, atriz
- Cecilia Parker, atriz
- Jean Parker, atriz
- Hank Patterson, ator
- Kenneth Peach, cinematografista
- Bill Peet, animador
- Jack Pepper, ator
- Brock Peters, ator
- Freddie Perren, músico
- Jack Perrin, ator
- George O. Petrie, ator
- Esther Phillips, cantor
- Charles Pierce, ator e female impersonator
- Daphne Pollard, atriz
- Snub Pollard, ator e comediante
- Tony Pope, voice-over artist
- Jeff Porcaro, músico, baterista da banda Toto
- Mike Porcaro, baixista da banda Toto, irmão mais jovem de Jeff Porcaro
- Don Post, make-up artist
- Freddie Prinze, ator e comediante
- Alan Purwin, helicopter pilot

### Q
- Glenn Quinn, ator

### R
- George Raft, ator
- Amanda Randolph, atriz
- Lillian Randolph, atriz
- Lou Rawls, cantor
- Hugh Reilly, ator
- Bert Remsen, ator
- Ray Rennahan, cinematografista
- Dorothy Revier, atriz

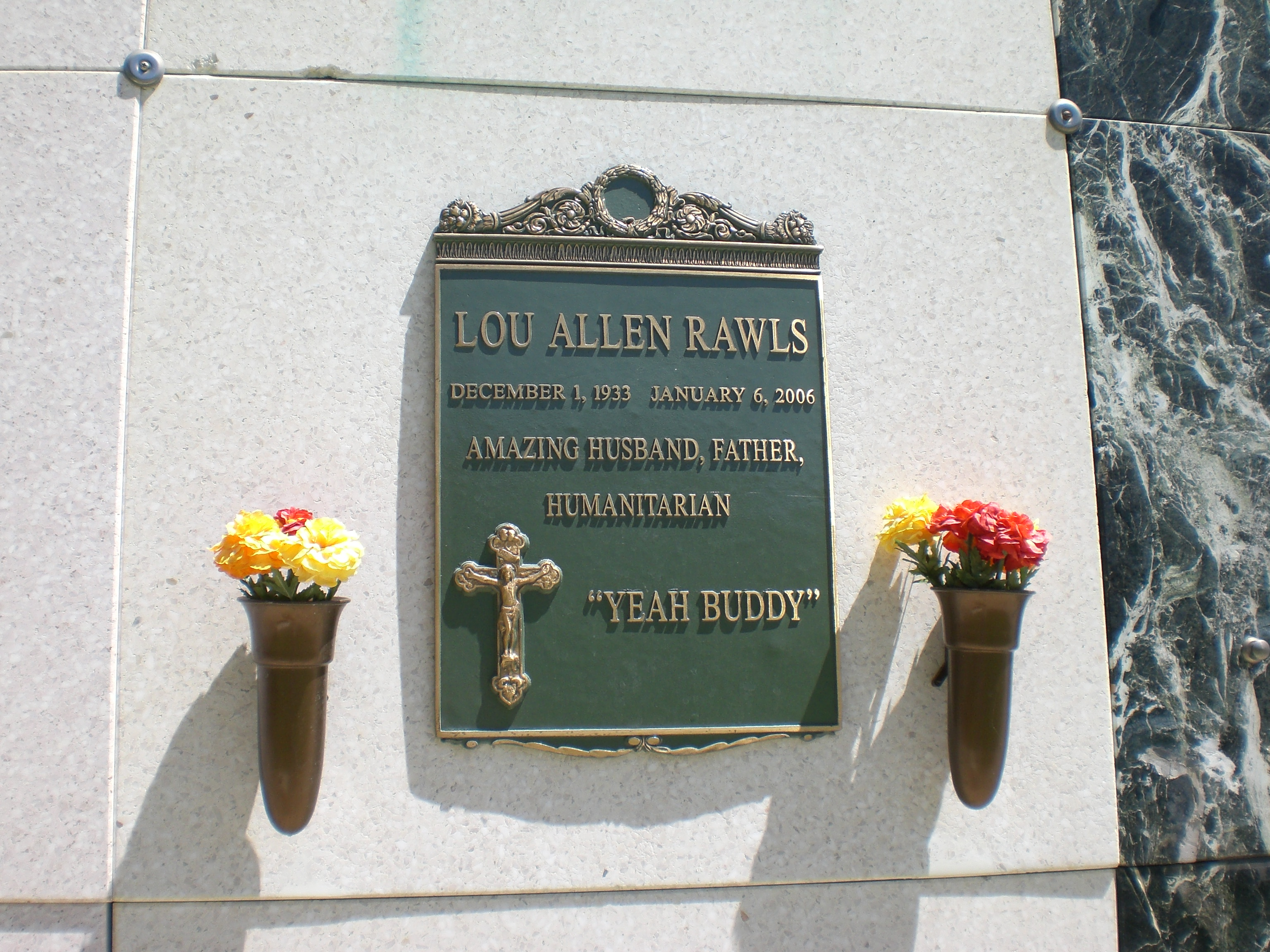
tumba de Lou Rawls

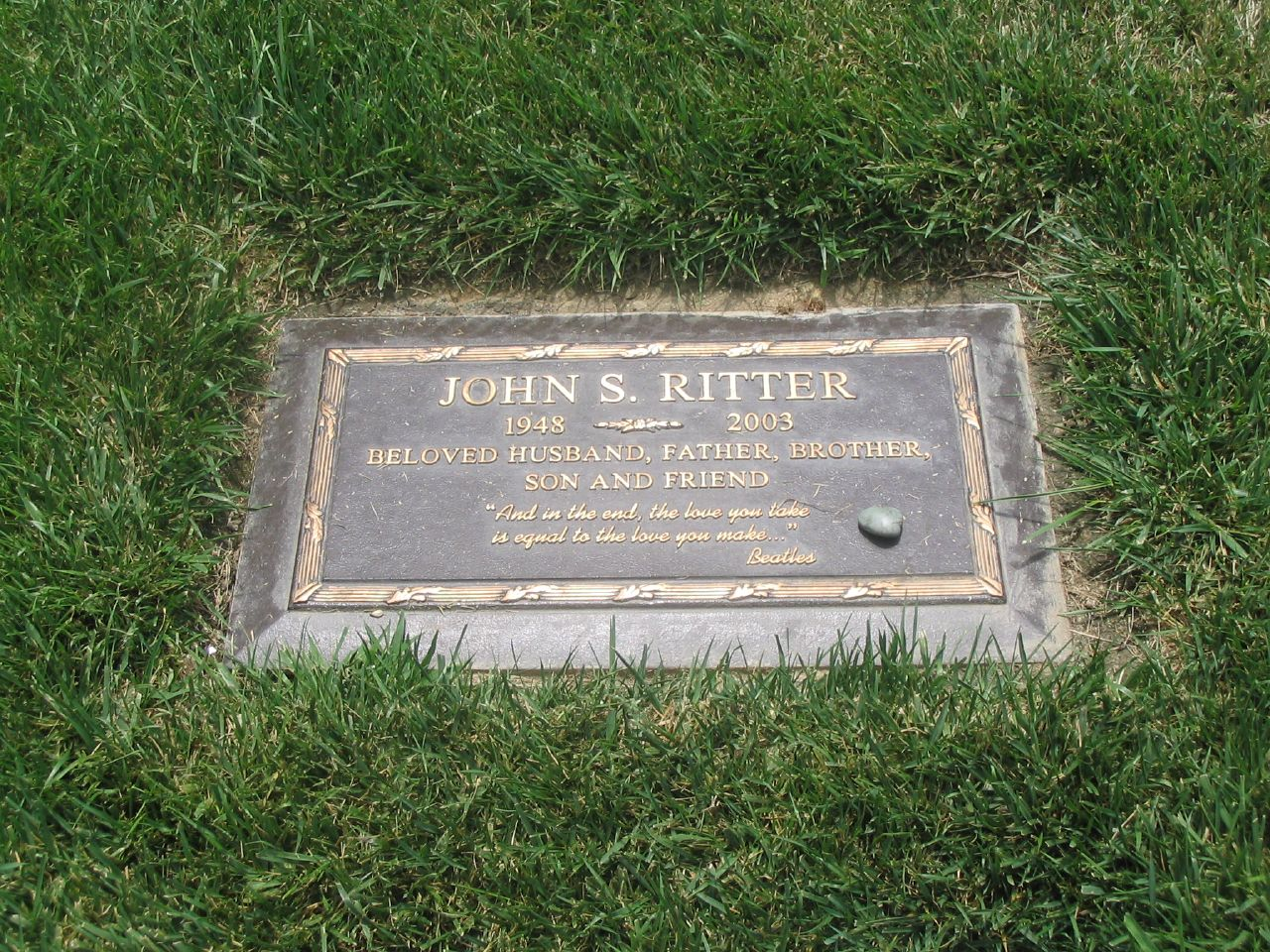
Lápide de John Ritter

- Reynaldo Rey, ator, comediante, personalidade da TV[19]
- Debbie Reynolds, atriz
- John Ritter, ator
- Jason Robards, Sr., ator, pai do ator Jason Robards
- Gale Robbins, atriz e cantora
- Dar Robinson, dublê
- Jay Robinson, ator
- Kasey Rogers, atriz
- Joe E. Ross, ator e comediante
- Ruth Royce, atriz
- Miklós Rózsa, compositor
- Naya Rivera, atriz[20]

### S
- Sabu, ator
- Boris Sagal, diretor
- Jack Sahakian, cabeleireiro e ator
- Isabel Sanford, atriz
- George Savalas, ator
- Telly Savalas, ator
- Johnny Sekka, ator
- Reta Shaw, atriz
- Leon Shamroy, cinematografista
- Larry Shay, compositor
- Robert Shayne, ator
- Roberta Sherwood, cantora (sepultura sem identificação)[21]
- Teru Shimada, ator[22]
- Vladimir Shneider, músico
- Mickey Simpson, ator
- Phillips Smalley, ator e diretor
- Jack Soo, ator
- Olan Soule, ator
- Ruth St. Denis, dancer e choreographer
- Raymond St. Jacques, ator
- Tim Spencer, ator e cantor
- Jack Starrett, ator e diretor
- Bob Steele, ator
- Rod Steiger, ator
- George Stevens, diretor
- McLean Stevenson, ator
- Jay Stewart, television e radio announcer
- Glenn Strange, ator
- Fred Stone, ator[23]
- Victor Sutherland, ator
- H.N. Swanson, Hollywood literary agent

### T
- William Talman, ator
- Vic Tayback, ator
- Zola Taylor, cantor
- Jack Teagarden, músico
- Frankie Thomas, ator
- Martha Tilton, cantora
- Wayne Tippit, ator
- George Tomasini, editor
- Pinky Tomlin, ator e músico
- Leo Tover, cinematografista
- Bobby Troup, ator e músico
- Charles Trowbridge, ator
- Tamara De Treaux, atriz[24]
- Forrest Tucker, ator

### U
- Loyal Underwood, ator

### V
- Lee Van Cleef, ator
- Dick Van Patten, ator
- Wally Vernon, ator
- Katherine Victor, atriz
- Al Viola, músico

### W
- Jimmy Wakely, ator e cantor
- Paul Walker, ator
- Eddy Waller, ator
- Larry Walters, truck driver known as "Lawnchair Larry" or "The Lawn Chair Pilot who flew a lawn chair with weather balloons
- Kent Warner, figurinista
- Ruth Waterbury, crítico de cinema
- Paul Weatherwax, editor
- Jack Webb, ator, produtor e diretor
- Frank Wells, Disney president
- Billy West, ator e comediante
- Norman Whitfield, compositor
- Claire Whitney, atriz
- Richard Whorf, ator, diretor e produtor
- Crane Wilbur, ator e diretor
- Jess Willard, world heavyweight boxing champion
- Bill Williams, ator (sepultura sem identificação)[25]
- Guinn "Big Boy" Williams, ator
- Rhys Williams, ator
- Roy Williams, animador, Mickey Mouse Club Mouseketeer[26]
- Sue Williams, atriz e Playboy Playmate
- Vesta Williams, cantor
- Dick Wilson, ator
- Marie Wilson, atriz e comediante, mulher de Robert Fallon
- Paul Winfield, ator
- Charles Winninger, ator
- David L. Wolper, produtor
- John Wooden, UCLA Bruins men's basketball coach
- Ilene Woods, atriz, cantora e voice-over artist

### Y
- Ralph Yearsley, ator
- Snooky Young, músico

### Z
- Paul Zastupnevich, figurinista
- Arnold Ziffel, ator, porco Arnold em Green Acres (urna enterrada com o treinador, Frank Inn)[27]
- George Zucco, ator